# Victoria De Angelis
Victoria De Angelis, née le 28 avril 2000 à Rome, est une autrice-compositrice et musicienne italienne.
Elle est surtout connue pour être la bassiste du groupe de rock italien Måneskin, qui a remporté le Festival de Sanremo 2021 puis le Concours Eurovision de la chanson 2021 pour l'Italie avec la chanson Zitti e buoni. Elle se lance en 2024 dans la musique électronique et techno en tant que DJ.

## Biographie

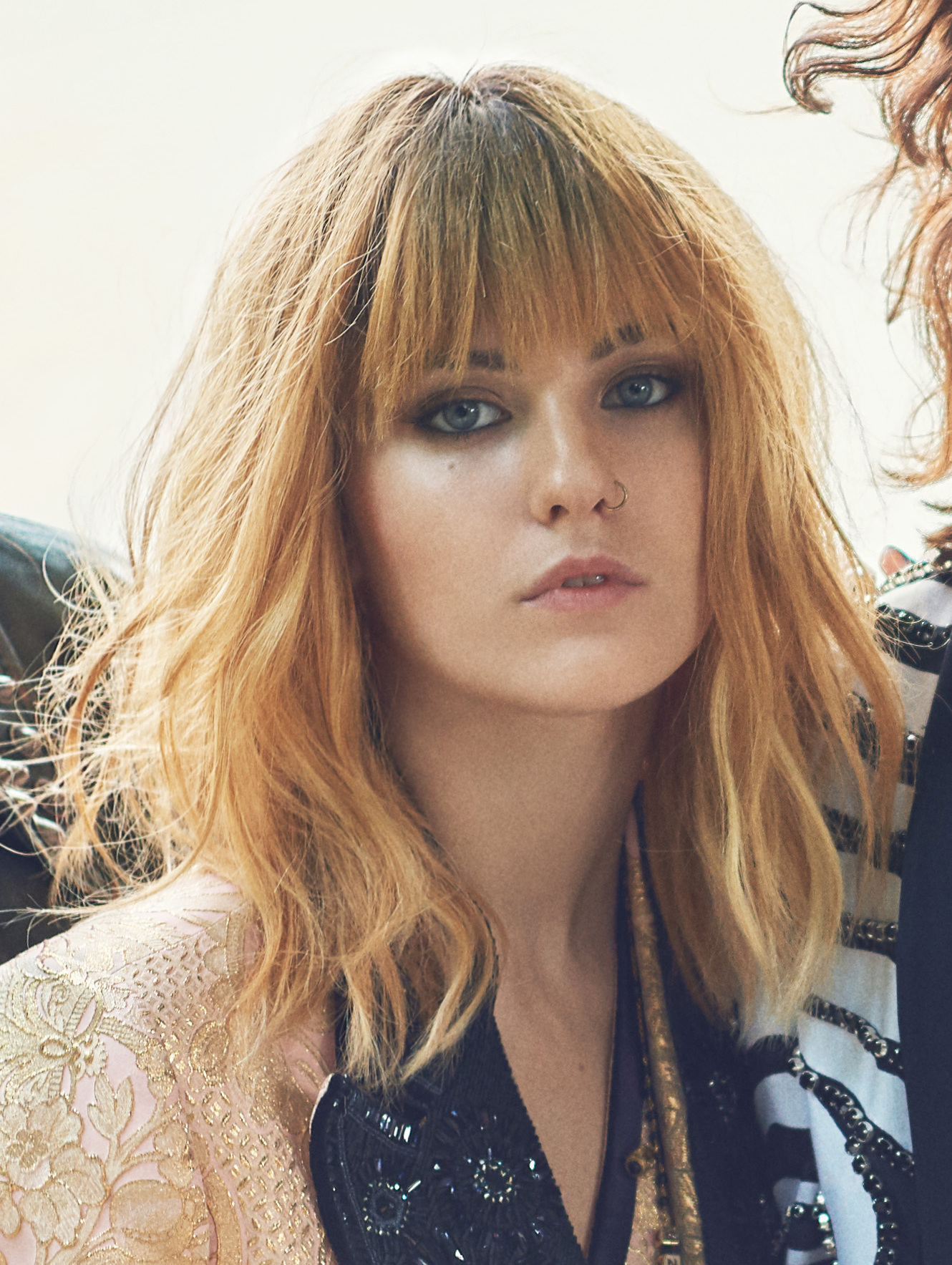

Victoria De Angelis est née à Rome, en Italie, d'un père italien et d'une mère danoise, qui décède d'un cancer alors que Victoria a 15 ans. Atteinte de crises d'angoisse, elle rate une année d'école à l'âge de 14 ans mais s'en remet avec l'aide de ses amis et de sa famille.
Elle commence à apprendre la guitare à l'âge de huit ans, puis intègre une école de musique où elle commence la basse durant sa septième année. Elle rencontre Thomas Raggi, le futur guitariste de Måneskin, au collège, puis fait la connaissance du chanteur Damiano David au lycée. D'origine italo-danoise, elle est à l'origine du nom du groupe, qui signifie « clair de Lune ».
Elle cite Kim Gordon de Sonic Youth comme principale source d'inspiration.
Elle joue sur une basse Danelectro 58 Longhorn Black.
Elle se définit comme ayant une orientation sexuelle en évolution, entre bisexuelle et lesbienne. Depuis l'été 2023, elle est en couple avec la mannequin italienne Luna Passos.